# Hallekirke
En hallekirke har mindst to skibe (haller) af samme eller næsten samme højde.

## Skibe
Almindeligvis er hallekirken treskibet, og det midterste skib belyses indirekte gennem de store vinduer i sideskibenes ydervægge. I de tilfælde midterskibet er højere end sideskibene, taler man om en trindelt hallekirke.
Typen kan have op til fem skibe (Sankt Petri Kirke (Lübeck) (de)).

## Støtte
Da skibene støtter hinanden, er der ikke behov for udvendige stræbebuer.

## Hallekirker i Danmark
- Maribo Domkirke
- Klosterkirken (Nykøbing Falster)
- Sankt Marie Kirke (Sønderborg)
- Sankt Nicolai Kirke (Vejle)